# Сенькинское сельское поселение (Пермский край)
Сенькинское се́льское поселе́ние — бывшее муниципальное образование в Добрянском муниципальном районе Пермского края Российской Федерации.
Административный центр — село Сенькино.

## История
Статус и границы сельского поселения установлены Законом Пермской области от 10 ноября 2004 года № 1743-358 «Об утверждении границ и о наделении статусом муниципальных образований административной территории города Добрянки Пермского края»
Упразднено в 2019 году вместе с другими поселениями муниципального района путём их объединения в Добрянский городской округ.

## Население
| 2010  | 2012  | 2013  | 2014  | 2015  | 2016  | 2017  |
| ----- | ----- | ----- | ----- | ----- | ----- | ----- |
| 1226  | ↘1225 | ↘1224 | ↘1211 | ↘1179 | ↗1181 | ↗1217 |
| 2018  | 2019  |       |       |       |       |       |
| ↘1177 | ↘1115 |       |       |       |       |       |

## Населённые пункты
В состав сельского поселения входили 18 населённых пунктов:
| №  | Населённый пункт | Тип     | Население |
| -- | ---------------- | ------- | --------- |
| 1  | Бесмелята        | деревня | 3         |
| 2  | Большая Липовая  | деревня | 0         |
| 3  | Гурино           | деревня | 8         |
| 4  | Ершовка          | деревня | 2         |
| 5  | Звоны            | деревня | 2         |
| 6  | Камский          | посёлок | 431       |
| 7  | Комарово         | деревня | 1         |
| 8  | Кононово         | деревня | 7         |
| 9  | Костята          | деревня | 0         |
| 10 | Меркушево        | деревня | 22        |
| 11 | Патраки          | деревня | 71        |
| 12 | Пахнино          | деревня | 2         |
| 13 | Рассохи          | деревня | 4         |
| 14 | Сенькино         | село    | 311       |
| 15 | Тюлька           | деревня | 2         |
| 16 | Усть-Гаревая     | село    | 258       |
| 17 | Шемети           | село    | 99        |
| 18 | Яганята          | деревня | 3         |